# Heilbronn
Heilbronn [hajlbrón] je nemško mesto v zvezni deželi Baden-Württemberg. Po podatkih iz leta 2005 ima 121.416 prebivalcev in je tako šesto največje mesto v deželi.
Mesto ob reki Neckar je nekdanje svobodno cesarsko mesto (nemško freie Reichsstadt) in današnje neodvisno mesto. Heilbronn je tudi »glavno gospodarsko središče« regije Heilbronn-Franken/Frankovska, ki obsega skoraj celotni severovzhodni del Baden-Württemberga.
Heilbronn je znan po svoji industriji vina in so ga poimenovali Käthchenstadt, po von Kleistovi poetični drami iz leta 1808 Das Käthchen von Heilbronn, oder Die Feuerprobe.
V mestu ima sedež tehniška univerza oz, visoka šola Hochschulle Heilbronn.

## Pobratena mesta
Heilbronn je pobraten s šestimi mesti v petih državah:
| - Béziers (Francija) od leta 1965 - Neath Port Talbot (Združeno kraljestvo) od leta 1966 - Solothurn (Švica) od leta 1981 | - Stockport (Združeno kraljestvo) od leta 1982 - Frankfurt na Odri (Brandenburška, Nemčija) od leta 1988 - Słubice (Poljska) od leta 1998 |